# Michael Cohen
Michael Dean Cohen (Long Island (New York), 25 augustus 1966) is een Amerikaanse jurist en voormalig advocaat van Donald Trump.
Cohen was vicepresident van de Trump Organization en persoonlijk juridisch adviseur van Trump, door de media ook wel omschreven als zijn 'fixer'. Eerder was hij medevoorzitter van Trump Entertainment en bestuurslid van de Eric Trump Foundation, een liefdadigheidsfonds voor zieke kinderen. Van 2017 tot 2018 was hij plaatsvervangend financieel voorzitter van de Republican National Committee.
Hij was tot mei 2018, een jaar na het begin van het onderzoek van speciaal aanklager Robert Mueller naar vermoedelijke Russische inmenging in de Amerikaanse presidentsverkiezingen van 2016, in dienst van Trump. Op 21 augustus 2018 bekende hij schuldig te zijn aan onder meer bank- en belastingfraude en het overtreden van wetgeving op het gebied van de financiering van verkiezingscampagnes. In november 2018 bekende hij bovendien tegenover een Senaatscommissie te hebben gelogen over de bouw van een Trump Tower in Moskou. Een federale rechtbank in New York veroordeelde hem op 12 december 2018 tot drie jaar gevangenisstraf en een boete van $ 50.000.

## Levensloop

### Afkomst en opleiding
Cohen groeide op in Long Island. Hij is van Joodse afkomst. Zijn moeder was verpleegster en zijn vader, die de Holocaust overleefde, was chirurg. Hij behaalde in 1988 zijn B.A. aan de American University in Washington D.C. en in 1991 zijn J.D. aan de Thomas M. Cooley Law School, de latere rechtenfaculteit van de Western Michigan University.

### Loopbaan
Cohen was actief in de presidentiële campagne van Michael Dukakis in 1988. Hij was juridisch stagiair in dienst van Congreslid Joe Moakley en stemde op Barack Obama in 2008, hoewel hij later teleurgesteld raakte in Obama.
In 2003 werkte Cohen als advocaat en was hij mede-eigenaar van Taxi Funding Corp., en CEO van MLA Cruises, Inc. en van Atlantic Casino. In 2006 werd hij partner in het advocatenkantoor Phillips Nizer LLP.
In 2003 was hij als Republikein in de race om raadslid te worden voor de 4e districtsraad van de stad New York.
In 2010 voerde hij korte tijd campagne voor een zetel in de Senaat van de staat New York. Hij was aanvankelijk geregistreerd als Democraat, totdat hij op 9 maart 2017 officieel werd geregistreerd als Republikein.
Tijdens zijn actieve dienst bij de Trump Organisation stond Cohen bekend als Trumps "pitbull".
Eind 2011, toen Trump openlijk speculeerde om zich kandidaat te stellen voor de Republikeinse nominatie voor de presidentsverkiezing van 2012, was Cohen medesamensteller van de website Should Trump Run?, met als doel Trump in de race te lanceren.
Er ging een video viraal van het interview van Cohen door CNN's Brianna Keilar, waarin Cohen verscheidene keren "Wie zei je?" herhaalde in antwoord op Keilars bewering dat Trump in alle peilingen achter stond.
Cohen verdedigde Trump tegen beschuldigingen dat hij zich niet zelden antisemitisch zou uiten.
Naar aanleiding van een gepland artikel door verslaggever Tim Mak in The Daily Beast over Ivana Trumps beschuldigingen van verkrachting door haar toenmalige echtgenoot Donald Trump (later herroepen) in 2015, reageerde Cohen als volgt: "Ik waarschuw je, wees f---ing heel terughoudend, want wat ik met jou ga doen is f---ing walgelijk."
Het niet-geverifieerde Trump-Rusland-dossier van Christopher Steele dat in januari 2017 werd gepubliceerd stelde dat Cohen in 2016 een ontmoeting had met Russische autoriteiten in Praag. Cohen ontkende dit.
Eind januari 2017 ontmoette Cohen de Oekraïense oppositiepoliticus Andrei Artemenko en Felix Sater in de Loews Regency in Manhattan om een plan voor het opheffen van de economische sancties tegen Rusland te bespreken. Het voorgestelde plan zou vragen dat Russische strijdkrachten zich zouden terugtrekken uit Oost-Oekraïne en dat Oekraïne een referendum zou houden of de Krim voor 50 dan wel 100 jaar zou moeten worden "geleased" aan Rusland.
Een handgeschreven voorstel in een verzegelde envelop werd ter hand gesteld aan Cohen, die de envelop begin februari 2017 afleverde bij de toenmalige Nationale Veiligheidsadviseur, Michael Flynn.
Op 3 april 2017 werd Cohen aangesteld als plaatsvervangend voorzitter van de Financiële Commissie van het Republikeins Nationaal Comité (RNC).
Tijdens de zich uitbreidende onderzoekingen naar de vermeende Russische inmenging in de Amerikaanse presidentsverkiezing van 2016, werd Cohen in mei 2017 door twee panels uit het Congres gevraagd informatie te verstrekken over zijn contacten met personen die in verband staan met de Russische regering.
In oktober 2017 meldde het uitgeversconcern The McClatchy Company dat Cohen vier appartementen in New York had gekocht en daarna boven de marktwaarde had verkocht aan onbekende kopers. Deskundigen op het gebied van het witwassen van contante geldsommen gaven te kennen dat de transacties vraagtekens opriepen.

### Betaling aan Stormy Daniels
In een artikel van januari 2018 meldde de Wall Street Journal dat Cohen in oktober 2016 Essential Consultants LLC had gebruikt om porno-actrice Stormy Daniels te betalen wegens een vermeende affaire die zij met Trump had in 2006. Cohen zei tegen The New York Times in februari 2018 dat de $130.000 aan Daniels was betaald uit zijn eigen zak, dat het geen campagnecontributie was en dat hij geen terugbetaling had ontvangen, noch van de Trump Organisation, noch van de Trump-campagne. The Washington Post merkte later op dat Cohen, door te stellen dat hij zijn eigen geld gebruikte om de betaling te "faciliteren", de mogelijkheid had opengelaten dat Trump als individu hem het voorgeschoten bedrag kon terugbetalen. 
NBC News publiceerde dat Cohen een arbitragezaak aanspande tegen Daniels op 27 februari 2018, waarin hij bereikte dat Daniels boetes in het vooruitzicht werden gesteld als zij haar vermeende relatie met Trump in het openbaar ter sprake zou brengen. Op 5 maart citeerde de Wall Street Journal bronnen die zich Cohen herinnerden, die had gezegd dat hij twee deadlines om de Daniels-affaire te beëindigen niet haalde, omdat hij "Mr. Trump niet kon bereiken in de hectische laatste dagen van de presidentiële campagne", en dat Cohen na Trumps verkiezing had geklaagd dat hij niet was terugbetaald voor zijn voorgeschoten betaling. Cohen betitelde dit verslag als "fake news".
Op 9 maart meldde NBC News dat Cohen zijn Trump Organisation-e-mail had gebruikt om met Daniels te onderhandelen over haar zwijgcontract. Cohen zou hetzelfde e-mailaccount ook hebben gebruikt om een financiële overschrijving te regelen die uiteindelijk tot de betaling aan Daniels zou leiden. In reactie hierop erkende Cohen dat hij de afgesproken geldsom in enkele stappen had overgemaakt aan de advocaat van Daniels. Op 26 maart vertelde David Schwartz, een advocaat van Cohen, aan ABC's Good Morning America dat Daniels loog in het 60 Minutes-interview. Er werd een cease and desist-brief verzonden door Cohens advocaat waarin Daniels ervan werd beschuldigd dat zij met haar beweringen "opzettelijk smaad en moedwillig emotionele stress" zou toebrengen aan Cohen.

### Betaling aan Karen McDougal
In 2016 claimde Karen McDougal, een voormalig Playboy-model, dat zij en Donald Trump een affaire hadden gehad van 2006 tot 2007, een claim die Trump tegensprak. De tabloid The National Enquirer betaalde McDougal $150.000 voor haar verhaal, maar publiceerde het niet, met als tactiek catch and kill, de rechten van een verhaal kopen om die vervolgens in de doofpot te stoppen. Op 30 september 2016 richtte Cohen een schijnonderneming in de staat Delaware op om de rechten voor McDougals verhaal te kopen van The National Enquirer, maar de rechten van het verhaal zijn uiteindelijk nooit aangekocht.
Cohen stond erom bekend dat hij conversaties en telefoongesprekken met andere mensen op band opnam. In juli 2018 werd bekend dat Cohen heimelijk een telefoongesprek van Trump had opgenomen dat ging over de betaling van potentieel zwijggeld aan McDougal. De opname was door de justitieel beambte die de in beslag genomen materialen van Cohen onderzocht, geclassificeerd als "communicatie tussen advocaat en cliënt". Trumps advocaten verwierpen die claim. Zij meenden dat ze niets te verbergen hadden en dat de aanklagers de opname kunnen verkrijgen en gebruiken. Al met al hebben de aanklagers twaalf audio-opnamen gevonden uit het materiaal dat bij de inval van Cohens kantoor in april 2018 in beslag werd genomen, nadat het Trump-team de claim op privacy introk.
Volgens Vox is de opname die op 20 juli vrijkwam het enige exemplaar dat betrekking heeft op Trump. De overige elf opnamen bevatten discussies tussen Cohen en de media.
Het gesprek op de "Trump"-opname vond plaats in september 2016, twee maanden voor de Amerikaanse presidentsverkiezing en enkele weken nadat de tabloid McDougal de $150.000 betaalde.
In de opname overleggen Trump en Cohen of het verstandig is om de rechten van haar verhaal van The Enquirer te kopen en Trump blijkt het idee goed te keuren.
Trumps advocaat, Rudy Giuliani, claimde dat de opname laat horen dat Trump zegt "zorg ervoor dat het correct gebeurt en verzeker dat het gecheckt gebeurt".
Giuliani merkte ook op dat er uiteindelijk geen betaling gedaan werd en beweerde dat Trumps team van advocaten afzag van de privacy-claim en toestond dat de opname openbaar werd gemaakt, omdat deze geen overtreding van de wet inhield.
De opname blijkt wel toenmalig woordvoerster Hope Hicks tegen te spreken, die zei dat de Trump-campagne "nergens enige kennis van had", toen het verhaal van de betaling aan The Enquirer enkele dagen voor de verkiezing naar buiten kwam.
Op 25 juli 2018 gaf Cohens advocaat Lanny Davis de actuele opname vrij aan CNN, waar men ze liet afspelen in een uitzending van het programma Cuomo Prime Time. Op de opname hoort men Trump eerst een telefoongesprek voeren met een onbekend persoon en dan verschillende keren over zaken overleggen met Cohen.
Cohen merkt op dat hij "een onderneming moet oprichten voor het overdragen van 'alle informatie' aan onze vriend 'David'". Aangenomen mag worden dat hiermee David Pecker wordt bedoeld, het hoofd van American Media, Inc. (A.M.I.), die de tabloid The Enquirer uitgeeft.
Later, als zij overleggen over financiering, hoort men Trump iets zeggen over "betaal contant", waarop Cohen reageert met "nee, nee, nee", maar de opname is onduidelijk en er is discussie over wat hierna wordt gezegd. Wel kan het woord "check" worden gehoord.
Een transcriptie, geleverd door Trumps advocaten, laat Trump zeggen: "Betaal niet met contant geld... check."
Op dat punt breekt de opname abrupt af.
Een advocaat voor de Trump Organisation zei dat welke verwijzing dan ook naar "contant" niet zou slaan op "green currency", maar op een eenmalige betaling ("contant") versus gespreide betaling ("financiering"), in elk geval, vergezeld van documenten.
Volgens Aaron Blake van de Washington Post verschaft "de opname het eerste bewijs dat Trump met Cohen sprak over het kopen van de rechten van verhalen over zijn affaires met vrouwen, blijkbaar met de bedoeling ze te doen verstommen voor de presidentsverkiezing van 2016".
Ook merkt hij nog op dat Cohen spreekt in "een ietwat gecodeerde taal", die Trump verstaat, hetgeen suggereert dat hij al op de hoogte is van het onderwerp.

### Breder onderzoek
Vanaf april 2018 stond Cohen centraal in een federaal justitieel onderzoek, volgens de media wegens mogelijke bankfraude, wire fraud en schending van regelgeving inzake campagnefinanciering.
Op 9 april 2018 deed de FBI invallen in Cohens kantoor bij het advocatenconcern Squire Patton Boggs, zijn huis en zijn hotelkamer in het Loews Regency Hotel in New York, krachtens een federale machtiging tot justitieel onderzoek. De machtiging was verleend door de Federale Aanklager van het Zuidelijke District van New York, waarvan de publieke-corruptie-eenheid een onderzoek instelt.
Het verwerven van de machtiging vereiste instemming van het Departement van Justitie op het hoogste niveau.
De Federale Interim Aanklager, Geoffrey Berman, werd wegens mogelijke belangenconflicten buiten de operatie gehouden.
Onderminister van Justitie en algemeen aanklager Rod Rosenstein en FBI-directeur Christopher Wray – beiden aangesteld door president Trump – hadden de supervisie over de operatie.
De FBI verkreeg de machtiging na een doorverwijzing vanuit het onderzoek van speciale aanklager Robert Mueller naar Russische inmenging in de Amerikaanse presidentsverkiezing in 2016, hoewel er geen onderliggende redenen voor de huiszoeking werden geopenbaard.
Agenten namen e-mails, belastingdocumenten, zakelijke papieren en andere waardevolle objecten in beslag, waaronder bewijzen van betaling aan Stormy Daniels. De inbeslagneming betreft ook zaken die normaliter worden beschermd door de advocaat-cliënt-relatie.
Echter, zoals onder anderen bij enkele specialisten in recht, overheerst de opvatting dat Trumps ontkenning dat hij op de hoogte was van de betaling aan Daniels, gecombineerd met de ontkenningen van Cohen en diens advocaat David Schwartz, duidelijk maakt dat er in dit geval geen sprake was van advocaat-cliënt-communicatie.
Het huiszoekingsbevel zelf is verzegeld, waardoor het ontoegankelijk is voor het publiek.
De FBI is ook op zoek naar documenten betreffende Cohens zakelijke belangen in een deel van zijn New Yorkse taxivloot. Zijn bedrijfsleider Gene Freidman zou verdacht worden van belastingontwijking.
Op 8 mei berichtten verscheidene bronnen dat de schaduwonderneming die gebruikt werd om Stormy Daniels te betalen meer dan $1 miljoen aan betalingen had ontvangen van een Amerikaans bedrijf, dat gelinkt is aan een Russische oligarch, met ten minste een betaling van $500.000 van het New Yorkse investeringsbedrijf Columbus Nova, waarvan de grootste klant een bedrijf van Viktor Vekselberg is, een in Oekraïne geboren Russische oligarch.
Op 23 mei 2018 meldde de BBC dat Michael Cohen een geheime betaling van tussen de $400.000 en $600.000 had ontvangen van bemiddelaars voor de Oekraïense president Petro Porosjenko om een ontmoeting te arrangeren tussen Porosjenko en Trump, ondanks dat Cohen niet geregistreerd staat als "gemachtigd tot buitenlandse betrekkingen".
Zowel Cohen als de Oekraïense president heeft deze aantijgingen tegengesproken.
Cohen gaf zich officieel over aan de FBI op 21 augustus 2018. Hij pleitte schuldig voor acht beschuldigingen: vijf van belastingontwijking, een voor onjuiste verklaringen aan een financiële instelling, en twee voor onwettige giften aan een verkiezingscampagne. Op 12 december 2018 werd hij veroordeeld tot drie jaar gevangenisstraf. Als gevolg van de veroordeling werd hij in New York van het tableau geschrapt.
In 2019 werd bekend dat Michael Cohen in het openbaar tegen Trump ging getuigen voor een commissie van het Huis van Afgevaardigden. De hoorzitting vond plaats op 27 februari 2019.
Tijdens de openbare zitting van de drie hoorzittingen in de betreffende week, legde Cohen als jarenlange "fixer" van Donald Trump tal van belastende verklaringen af over manipulaties van zijn baas. Ook legde hij tastbare belastende bewijzen over, o.a. door de president ondertekende cheques wegens betaalde zwijggelden. 
In zijn openingsverklaring betuigde hij spijt dat "hij zich een decennium lang liet biologeren door de iconische en tegelijk misdadige vastgoedtycoon Donald Trump". Hij meende er goed aan te doen Trump, desnoods met leugens of  juridische manipulaties te beschermen tegen welke implicaties dan ook. Hij was zich bewust van twijfels omtrent zijn geloofwaardigheid, maar nam niettemin de volle verantwoordelijkheid voor zijn eigen misdragingen, zijn gevangenisstraf, en zei zijn leven te willen verbeteren door zijn toewijding aan zijn vrouw, zijn kinderen en het Amerikaanse volk.
De door de Democratische Commissie-voorzitter Elijah Cummings geleide openbare zitting, die zeven uren in beslag nam, had een langs partijlijnen verlopend karakter.
De Republikeinse afgevaardigden beperkten zich overwegend tot het ondermijnen van de geloofwaardigheid van Cohen. Eenmaal reageerde Cohen met de tegenwerping "u doet nu wat ook ik - tot mijn schade - lang heb gedaan, namelijk: "Donald Trump beschermen. Ik weet nu dat dat niet goed pleegt af te lopen".
Veel Democratische afgevaardigden stelden inhoudelijke vragen, die in enkele gevallen antwoorden van Cohen opleverden, die richting kunnen geven aan nader onderzoek.
Medio april 2020 werd bekendgemaakt dat Justitie het restant van Cohens driejarige gevangenisstraf vanwege de coronapandemie heeft omgezet in een huisarrest.

### Privé
Michael Cohen is gehuwd met de in Oekraïne geboren Laura Cohen. Alvorens zich aan te sluiten bij de Trump Organization, kocht hij verscheidene appartementen in gebouwen van Trump.